# Reflexión de Andreev

Un electrón (en rojo) alcanza la interfaz entre un conductor normal (N) y un superconductor (S), y produce un par de Cooper en el superconductor y un hueco retrorreflejado (en verde) en el conductor normal. Las flechas verticales indican la banda de espín ocupada por cada partícula.

La reflexión de Andréiev (AR, por sus siglas en inglés), llamada así en honor al físico ruso Aleksandr Andréiev, es un tipo de dispersión de partículas que ocurre en las interfaces entre un superconductor (S) y un material en estado normal (N). Es un proceso de transferencia de carga mediante el cual una corriente normal en N se convierte en una supercorriente en S. Cada reflexión de Andréiev transfiere una carga de 2e a través de la interfaz, por lo que se evita la transmisión de una sola partícula (lo cual no puede ocurrir) en el interior de la brecha energética superconductora.

## Descripción general
El proceso implica a un electrón (o un hueco), que incide en la interfaz del material en estado normal a energías más bajas que las de la brecha energética superconductora. El electrón (o hueco) incidente forma un par de Cooper en el superconductor, y se retrorrefleja un hueco (electrón) de espín y velocidad opuestos, pero con el mismo momento, que el electrón (hueco) incidente, tal y como se ve en la imagen. Se da por hecho que la transparencia de barrera es alta, sin capa de óxido o de túnel, lo cual minimiza los casos de dispersiones electrón-electrón o hueco-hueco normales en la interfaz. Dado que el par son dos electrones de espín positivo y negativo, un segundo electrón (hueco) del material de estado normal y de espín opuesto al electrón (hueco) incidente forma un par con este electrón (hueco) incidente en el superconductor, y de ahí el hueco (electrón) retrorreflejado. Debido a la simetría de inversión temporal, el proceso con un electrón incidente también funcionará con un hueco incidente (y electrón retrorreflejado).
Este proceso depende en gran medida del espín – si los electrones libres se encuentran en solo una banda de espín en el material en estado normal (es decir, cuando está completamente polarizado en función del espín), se inhibirá la reflexión de Andréiev, ya que será incapaz de formar un par en el superconductor, y la transmisión de una sola partícula es imposible. En un material ferromagnético, o en un material que tenga polarización de espín (o pueda ser inducida por un campo magnético), la fuerza de la reflexión de Andréiev (y por tanto la conductancia de la juntura) depende de la polarización de espín en el estado normal.
Gracias a que la AR depende del espín, se puede usar la técnica Reflexión de Andréiev de Contacto Puntual (en inglés, Point Contact Andreev Reflection o PCAR), por la cual una punta estrecha superconductora (que suele ser de niobio, antimonio o plomo) se pone en contacto con un material normal a temperaturas por debajo de la temperatura crítica de la punta. Al aplicar un voltaje a la punta, y al medir la conductancia diferencial entre ella y la muestra, se puede determinar la polarización de espín del metal normal en ese punto (y el campo magnético). Esto es útil en tareas como la medición de corrientes polarizadas en función del espín o en la caracterización de la polarización de espín de capas de material o de muestras globales, y de los efectos de los campos magnéticos en dichas propiedades.
En un proceso AR, la diferencia de fase entre el electrón y el hueco es -π/2 más la fase del parámetro de orden superconductor.

## Reflexión de Andréiev cruzada
La reflexión de Andréiev cruzada o reflexión de Andréiev no local (CAR, por sus siglas en inglés) ocurre cuando dos electrodos separados espacialmente y hechos de un material en estado normal forman dos junturas separadas con un superconductor, con la separación de las junturas del orden de la longitud de coherencia superconductora de la teoría BCS del material en cuestión. En un dispositivo de estas características, un proceso de reflexión de Andréiev, que se produce debido a un electrón incidente a energías más bajas que las de la brecha superconductora en un electrodo, produce una retrorreflexión en el segundo electrodo normal separado espacialmente con la misma transferencia de carga que la que un proceso AR normal transfiere a un par de Cooper a un superconductor. Para que ocurra el CAR, deben existir electrones de espín opuesto en cada electrodo normal (para que se forme un par en el superconductor). Si el material normal es ferromagnético, esto se puede garantizar al crear polarización de espín opuesto mediante la aplicación de un campo magnético a dos electrodos normales de distinta coercitividad.
El proceso CAR compite con el fenómeno de tunelamiento elástico (elastic cotunelling, o EC), el tunelado cuántico de electrones entre los electrodos normales a través de un estado intermedio en el superconductor. En este proceso se conserva el espín del electrón. Por eso, el proceso EC, que está compitiendo con el CAR, puede enmascarar un potencial CAR detectable en un electrodo durante la aplicación de corriente al otro, lo que hace que sea difícil detectarlo claramente. Además, la reflexión de Andréiev normal puede ocurrir en cualquiera de las interfaces, al mismo tiempo que otros procesos normales de dispersión de electrones de la interfaz normal/superconductora.
Este proceso es de interés en la formación de entrelazamiento cuántico del estado sólido, a través de la formación de un par (de Andréiev) electrón-hueco entrelazado, separado espacialmente, y tiene aplicaciones en espintrónica y computación cuántica.